# Kim Du-han
Kim Du-han (Hangul:김두한; 15 de mayo de 1918-21 de noviembre de 1972), también escrito como Kim Doo-han, fue un líder matón coreano, activista de derecha, político e hijo de Kim Chwa-chin.

## Biografía
Hijo del general Baekya (Kim Chwa-chin), quien fue un influyente líder independentista durante la ocupación japonesa en Corea, Kim Du-han tuvo una historia personal y política compleja. Durante la época de la ocupación japonesa, lideró una banda de gánsters en Seúl y ejerció un control significativo sobre la comunidad criminal.
Después de la liberación de Corea en 1945, Kim Du-han inicialmente se involucró con la Juventud Vanguardista de Corea bajo el dominio militar estadounidense, pero pronto se retiró y se convirtió en un activista de derecha. Participó en movimientos anticomunistas y estuvo involucrado en actos de terrorismo político. Durante la guerra de Corea, continuó sus actividades criminales en la ciudad de Busan.
Kim Du-han también incursionó en la política, sirviendo como miembro del parlamento en dos términos (tercera y sexta legislatura) en la República de Corea. Durante su tiempo en el parlamento, criticó abiertamente los regímenes dictatoriales de Syngman Rhee y Park Chung-hee.
Sin embargo, su carrera política estuvo marcada por controversias y arrestos. Fue arrestado por su presunta participación en un complot de insurrección dentro del Partido de Independencia de Corea y acusado de arrojar basura a miembros del gobierno, incluyendo ministros y el Primer Ministro Jeong Il-kwon, debido al contrabando de sacarina (prohibida en Corea por aquel entonces) por la Compañía de Fertilizantes de Corea, filial de Samsung.
En su última candidatura como representante del Partido de Minjoo en Suwon durante la séptima elección parlamentaria de la República de Corea, fue arrestado bajo la Ley de Seguridad Nacional por supuestamente elogiar a la República Popular Democrática de Corea (Corea del Norte) en relación con la lucha de clases. Kim Du-han continuó criticando el régimen dictatorial de Park Chung-hee hasta su repentina muerte el 21 de noviembre de 1972, a la edad de 54 años.
La figura de Kim Du-han está rodeada de controversia y debate, ya que algunos han cuestionado si realmente era el hijo del general Kim Jwa-jin. Además, se ha señalado que sus biografías y declaraciones unilaterales a través de sus autobiografías contienen distorsiones, exageraciones y glorificaciones, lo que ha llevado a críticas generalizadas sobre la distorsión de su imagen histórica.